# Theodor Bumiller

Theodor Bumiller

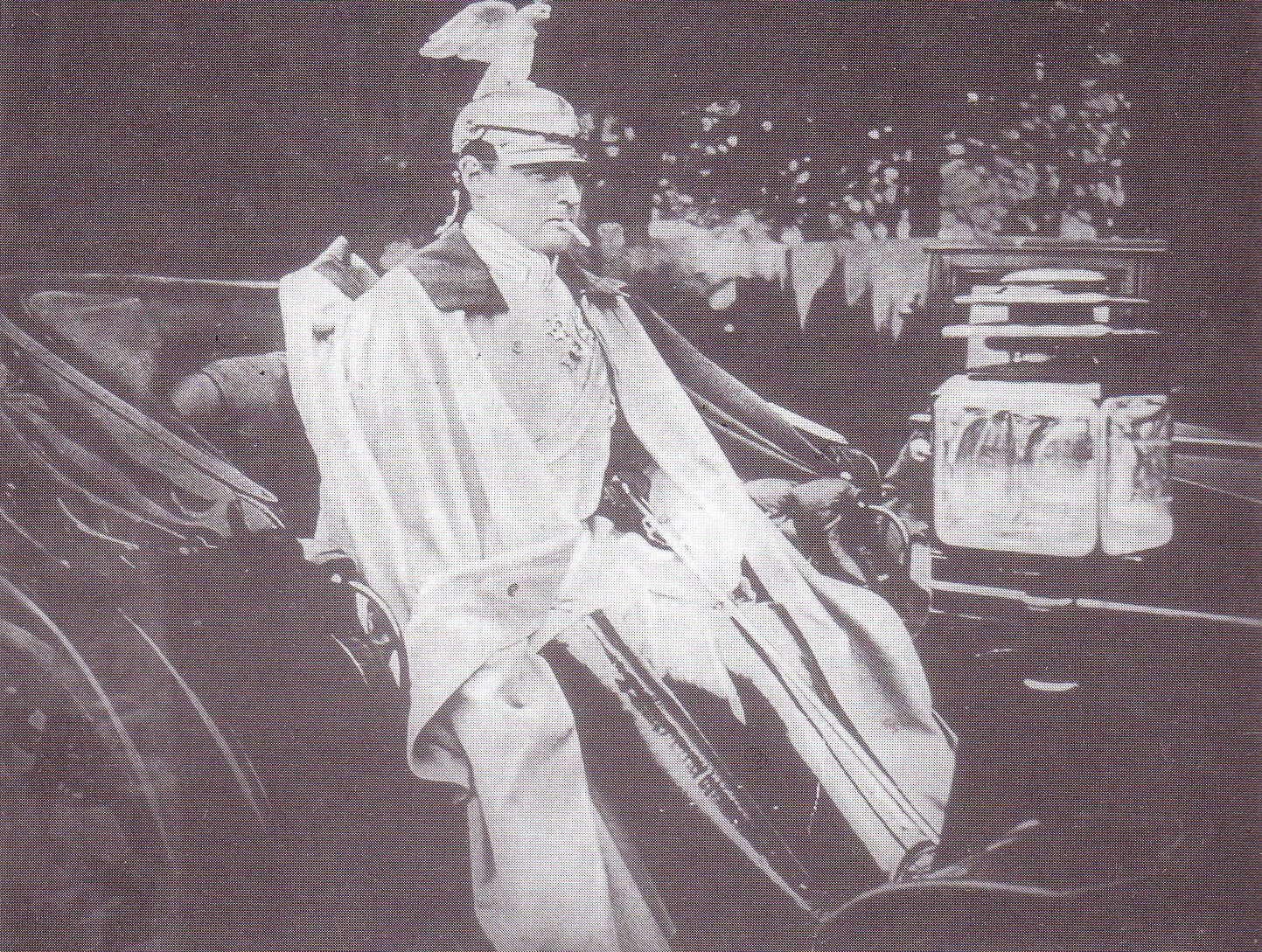
Renommist Bumiller als Garde-Offizier

Theodor Bumiller (* 22. Juni 1864 in Landstuhl; † 26. November 1912 in San Stephano bei Konstantinopel) war ein deutscher Forschungsreisender und Wegbegleiter des Afrikaforschers Hermann von Wissmann.

## Familie
Theodor Bumiller stammte aus einer katholischen Familie und wurde am 22. Juni 1864 als Sohn des Kaufmanns Johannes Theodor Bumiller und Cecilie Hortensie, geb. Raquet, in Landstuhl in der Pfalz geboren. Er war mit der Tochter des Maschinenfabrikanten Heinrich Lanz verheiratet.

## Leben
Bumiller studierte  an der Universität Heidelberg, in Göttingen und in Berlin. In Heidelberg war er seit 1883 Mitglied des Corps Suevia und galt zu seiner Zeit als „der seit Generationen größte Fechter, der je in Heidelberg auf der Hirschgasse gestanden hat“. In seiner Göttinger Zeit wurde er 1884 auch Mitglied des Corps Hannovera.
Bumiller war auch als Alpinist bekannt: Am 1. September 1887 durchstieg er den für die damalige Zeit als bergsteigerisch außergewöhnlich schwierig einzustufenden Nordwand-Zentralpfeiler des Piz Palü in der Berninagruppe in Graubünden. Die Führe weist im Fels Schwierigkeiten bis zum oberen fünften Schwierigkeitsgrad auf (V+ nach UIAA-Skala), im Ausstieg ist die 75° steile Eisnase eines Hängegletschers zu überwinden. Bei seiner Erstdurchsteigung wurde er von den Pontresiner Bergführern Martin Schocher, Johann Gross sowie Christian Schnitzler begleitet. Der Pfeiler wird heute als Bumillerpfeiler bezeichnet. In der alpinen Literatur wird Theodor Bumiller fast durchgängig mit dem unzutreffenden Vornamen Hans geführt.
Bumiller, aufs Renommieren bedacht, wollte seinen Militärdienst „beim besten Regiment“ ableisten. Ihm wurde das Regiment der Gardes du Corps empfohlen. Als er vom Kommandeur nach Referenzen gefragt wurde, schickte Bumiller die Sammlung aller Karzerhaftanordnungen und Festungshaftverurteilungen. Diese wurden im Offizierkasino vom jüngsten Leutnant vorgelesen und fand breite Zustimmung. Zum Dank trank Bumiller alle Anwesenden „unter den Tisch“. Bumiller war der erste bürgerliche Reserveoffiziersanwärter des Regiments. In seine Dienstzeit fiel auch das Dreikaiserjahr 1888. Sein Studium schloss er an der Friedrich-Wilhelms-Universität in Berlin mit dem Staatsexamen und der Promotion zum Dr. phil. (1889) ab.
Er trat sodann 1889 als Oberleutnant und Adjutant des Majors Hermann von Wissmann in die Kaiserliche Schutztruppe für Deutsch-Ostafrika ein und wurde durch seine Teilnahme an der Kilimandscharo-Expedition zur Erstbesteigung des Berges und im Aufstand der ostafrikanischen Küstenbevölkerung unter Buschiri bin Salim bekannt. 1893 nahm er an der Expedition zur Überführung des Dampfschiffes „Hermann von Wissmann“ des deutschen Anti-Sklaverei-Komitees auf den Nyassasee teil, welches der Bekämpfung des Sklavenhandels auf dem See dienen sollte. Es folgten weitere Expeditionen mit v. Wissmann nach Sibirien und China.
Mit der Ernennung v. Wissmanns zum Gouverneur der deutschen Kolonie Deutsch-Ostafrika trat er 1895 von der Schutztruppe als Regierungsrat in den Reichskolonialdienst im Gouvernement der Kolonie in Daressalam über. 1896 wurde er der Kolonialabteilung des Auswärtigen Amtes zugewiesen, wo er ab 1898 zunächst als Legationsrat, ab 1902 als Konsul in Kairo und später als Kolonialer Beirat des deutschen Botschafters in Paris tätig war. Der bekannte Alpinist Bumiller starb während des Ersten Balkankrieges (1912) als Berichterstatter an den Folgen der grassierenden Cholera.
Sein imponierendes Auftreten brachte ihm zeitlebens den Spitznamen „Pfälzer Lohengrin“ ein, sein Lebensweg war geprägt von vielseitigen Tätigkeiten, verbunden mit ausgedehnten Auslandsaufenthalten. Er war seit 1895 verheiratet mit Emilie Charlotte Lanz, Tochter des Fabrikanten Heinrich Lanz aus Mannheim. Seine Witwe übergab 1920 seine umfassende und bedeutende ethnographische Sammlung ostafrikanischer Kunst dem Museum Zeughaus in Mannheim. Nach seinem Tod beherbergte sein Haus in der Mannheimer Innenstadt (D 7, 5) soziale Einrichtungen und blieb als sog. „Bumillerhaus“ eng mit seinem Namen verbunden.

## Ehrungen
- Roter Adlerorden 4. Klasse mit Schwertern (1895)
- Mecidiye-Orden 3. Klasse
- Orden der Württembergischen Krone, Ehrenkreuz (1900)
- Orden vom Glänzenden Stern II. Klasse, 1. Stufe (1901)
- Königlicher Kronen-Orden (Preußen) 3. Klasse mit Schwertern am Ringe
- Landwehrdienstauszeichnung 2. Klasse (1907)
- Landwehrdienstauszeichnung 1. Klasse (1908)